# Tiền polymer tại Việt Nam

Mặt sau tờ polymer 100.000 đồng tại Việt Nam với hình ảnh Văn Miếu - Quốc Tử Giám.

Tiền polymer tại Việt Nam là loại tiền bằng polymer được Ngân hàng Nhà nước Việt Nam phát hành năm 2003, có giá trị lưu hành song song với các đồng tiền cũ với mục tiêu đáp ứng nhu cầu lưu thông tiền tệ về cơ cấu mệnh giá (thêm loại tiền có mệnh giá lớn), chủng loại, đồng thời nâng cao chất lượng, nhất là khả năng chống làm giả của đồng tiền.

## Lịch sử
Đề án về tiền mới được xây dựng từ năm 1995, Ngân hàng Nhà nước đã họp với Chính phủ Việt Nam tới 3 lần rồi trình qua Bộ Chính trị Đảng Cộng sản Việt Nam sau đó được Chính phủ cho phép phát hành. Ngân hàng nhà  nước đã cử chuyên gia có kinh nghiệm và được đào tạo bài bản sang các nước như Úc hoặc Singapore tìm hiểu và học hỏi kinh nghiệm về in tiền polymer.
Từ 17/12/2003 đến 30/08/2006 đã lần lượt phát hành sáu loại tiền polymer. Các loại tiền này lưu hành song song với tiền giấy làm bằng cotton, và Ngân hàng Nhà nước Việt Nam ngừng in loại tiền giấy làm bằng cotton khác kể từ khi sản xuất tiền mới bằng vật liệu polymer.
- Lần đầu hai loại tiền mới polymer mệnh giá 50.000 đồng và loại có mệnh giá lớn nhất từ trước tới lúc phát hành là loại tiền polymer mệnh giá 500.000 đồng vào ngày 17 tháng 12 năm 2003. Trong số tiền phát hành có  20 triệu tờ 50.000 đồng do công ty Úc in.
- Vào ngày 5 tháng 8 năm 2004, Thủ tướng Chính phủ đã có Quyết định số 841 cho phép phát hành đồng tiền mới 100.000 đồng, trong đó yêu cầu Ngân hàng Nhà nước Việt Nam phải thông báo trước việc phát hành đồng tiền mới trước 10 đến 15 ngày đồng tiền đi vào lưu thông.[1] Ngày 17 tháng 8 năm 2004, Thống đốc Ngân hàng Nhà nước Lê Đức Thúy tuyên bố kể từ 01 tháng 9 năm 2004 sẽ đưa vào lưu thông tiền 100.000 đồng mới, in trên giấy polymer, nhằm nâng cao khả năng chống giả của đồng tiền. Song ông không cho biết số lượng tiền phát hành[1]
- Ngày 3 tháng 5 năm 2006, Ngân hàng Nhà nước Việt Nam đã chính thức công bố việc đưa vào lưu thông loại tiền polymer mệnh giá 20.000 đồng, và  phát hành vào ngày 17 tháng 5 năm 2006. Sau khi Ngân hàng Nhà nước Việt Nam đưa tiền polymer loại 20.000 đồng vào lưu thông, tiền 20.000 đồng bằng giấy cotton vẫn có giá trị lưu hành.
- Tiền mệnh giá 10.000 đồng và 200.000 đồng được phát hành ngày 30 tháng 8 năm 2006.

Đến lúc này đã có sáu loại tiền polymer phát hành, riêng các loại có mệnh giá nhỏ từ 5.000 đồng trở xuống sẽ được Ngân hàng Nhà nước Việt Nam phát hành bằng tiền giấy cotton.

## Đặc điểm của tiền làm bằng polymer
Tiền giả có xu hướng gia tăng với diễn biến phức tạp và thực sự trở thành vấn nạn trên toàn thế giới,  các quốc gia đều quan tâm nghiên cứu, ứng dụng các tiến bộ kỹ thuật mới để nâng cao khả năng chống giả của đồng tiền. Việc thường xuyên thay đổi, bổ sung các mẫu tiền mới trong lưu thông là một biện pháp chống giả hữu hiệu mà các nước đã áp dụng. Ngân hàng Nhà nước Việt Nam sau khi nghiên cứu đưa ra loại tiền polymer có khả năng chống giả, có độ bền cao hơn, dễ cho người sử dụng nhận biết tiền giả hơn, khó làm giả hơn vì theo họ:

### Chống làm giả
Tiền giấy làm bằng cotton của Việt Nam trong những năm gần đây bị làm giả quá lớn, với tỉ lệ cao hơn tiêu chuẩn lưu thông tiền tệ của thế giới (trên 1 triệu đơn vị tiền tệ mà có 150 đồng tiền giả thì đồng tiền ấy phải đưa ra khỏi lưu thông, ở Việt Nam, tiền giả cotton mệnh giá 100.000 đồng ở mức 169 đến 416 tờ, loại 50.000 đồng là 106 đến 370 tờ).
Sử dụng chất liệu polymer để in tiền sẽ tạo điều kiện nâng cao khả năng chống làm giả tiền. Điều này theo Thống đốc Ngân hàng là đã được thừa nhận trên thế giới và theo ông ngay cả những tổ chức phản động chống Việt Nam ở nước ngoài chuyên tung tin đồn thất thiệt về chuyện đổi tiền ở Việt Nam cũng đã phải thừa nhận tiền polymer có độ chống giả rất cao.

### Có độ bền cao
Giấy nền polymer có độ bền cơ học cao (chẳng hạn như khó dùng tay không để xé rách tờ bạc). Đây là yếu tố rất quan trọng làm tăng độ bền của đồng tiền, cao gấp 2 đến 3 lần tiền cotton. Viện Khoa học hình sự, Bộ Công an kiểm nghiệm và kết luận độ bền của tiền polymer cao hơn so với tiền cotton 3-4 lần.

### Chi phí hợp lý
Tiền polymer khó rách hơn, không thấm nước nên độ bền, tuổi thọ của đồng tiền sẽ dài hơn. Mặc dù chi phí tính toán để in được đồng tiền polymer cao gấp đôi tiền cotton.

### Bảo đảm sức khỏe
Việc lựa chọn chất liệu này để in tiền còn xuất phát từ điều kiện khí hậu và tập quán sử dụng tiền mặt hiện nay của Việt Nam. Loại giấy polymer cũng không có cấu tạo sợi nên bề mặt không xốp. Tiền polymer được phủ lớp véc-ni nên tiền polymer không hút ẩm, giữ ẩm hay các chất bẩn khác. Do vậy, so với tiền giấy tiền polymer sạch hơn, ít gây ảnh hưởng đến sức khoẻ người sử dụng và môi trường, nhất là trong điều kiện khí hậu Việt Nam và tập quán sử dụng tiền mặt hiện nay.

### Phù hợp hệ thống
Giấy polymer có khả năng thích ứng với các thiết bị xử lý tiền, như máy ATM, máy đếm tiền, tuyển chọn tiền... như đối với tiền giấy

### Bảo vệ người dân
Việc phát hành những loại tiền polymer mới sẽ góp phần nâng cao chất lượng và khả năng chống giả của đồng tiền Việt Nam, bảo vệ lợi ích hợp pháp của người sử dụng đồng tiền. 
Song thực tế sau khi phát hành tiền polymer không hẳn đã có nhiều ưu điểm như Thống đốc Ngân hàng Nhà nước Việt Nam đã nhận định ban đầu.

## Yếu tố bảo an của tiền polymer
Theo Ngân hàng Nhà nước Việt Nam, giấy nền polymer cho phép ứng dụng nhiều kỹ thuật chống giả trong đồng tiền. Bên cạnh những yếu tố bảo an được ứng dụng tương tự như trong giấy in tiền cotton (hình bóng chìm, hình định vị, in Intaglio, chữ siêu nhỏ, dây bảo hiểm, yếu tố phát quang...), giấy nền polymer còn có những yếu tố bảo an đặc trưng, có hiệu quả cao trong việc chống làm giả, như yếu tố cửa sổ trong suốt có hình ẩn hoặc hình dập nổi trong cửa sổ. Đây là yếu tố chỉ có thể ứng dụng trên giấy nền polymer, có khả năng chống việc làm giả bằng các thiết bị như máy photocopy, thiết bị scan hay máy in laze. Ngoài khả năng chống giả cao, yếu tố cửa sổ trong suốt còn có ưu điểm rất dễ nhận biết. Việc in tiền trên chất liệu polymer cũng tính tới khả năng phân biệt tiền giả cho người khiếm thị.
Các đặc điểm kỹ thuật bảo an được phổ biến rộng rãi trên báo giấy hoặc trên mạng cho dân được biết trước khi phát hành tiền.

### Đặc điểm kỹ thuật bảo an của giấy bạc 500.000 đồng mới
Những đặc điểm kỹ thuật bảo an của giấy bạc 500.000 đồng ở mặt trước tờ bạc:
1. Chân dung Chủ tịch Hồ Chí Minh (1890-1969): Được in lõm tinh vi, khi vuốt nhẹ tay có thể cảm nhận được độ nổi của nét in.
2. Yếu tố hình ẩn: Tại cửa sổ nhỏ phía trên bên trái tờ giấy bạc có hình hoa sen cách điệu, nhìn thấy khi soi trước nguồn sáng đỏ như đèn dầu, nến, bóng đèn tròn.
3. Hình cửa sổ: Là yếu tố đặc trưng của giấy bạc Polymer, cửa sổ lớn hình bông hoa sen cách điệu nằm phía bên phải tờ giấy bạc có nền nhựa trong hai mặt, ở giữa có cụm số 500.000 đồng được dập nổi, nhìn thấy khi đưa nghiêng tờ giấy bạc.
4. Hình bóng chìm chân dung Chủ tịch Hồ Chí Minh: Chỉ nhìn thấy khi soi tờ bạc trước nguồn sáng.
5. Mực đổi màu: Hình chim phượng nằm phía dưới góc trái tờ bạc, được in bằng mực đặc biệt, sẽ đổi màu khi soi tờ bạc dưới các góc nhìn khác nhau.
6. Dây bảo hiểm: Khi soi tờ bạc trước nguồn sáng nhìn thấy một dây bảo hiểm chạy dọc tờ bạc có các dòng chữ "NHNNVN" lặp đi lặp lại và đảo chiều.
7. Hình định vị: Nằm ở góc trên bên phải tờ bạc gồm 4 hình tam giác (mỗi mặt có hai hình). Khi soi tờ bạc trước nguồn sáng 4 hình hợp lại tạo thành 1 hình vuông, giữa các hình có khe trắng đều nhau.
8. Yếu tố IRIODIN: Chỉ hiển thị ở mặt sau của tờ bạc, là một dải màu vàng lấp lánh chạy dọc ở mặt sau tờ bạc có dòng số 500.000 đồng, dễ nhận biết khi đưa nghiêng tờ bạc.
9. Cụm số nổi: Khi vuốt nhẹ tay lên các cụm số 500.000 đồng phía trên bên phải và phía dưới bên trái có thể cảm nhận được độ nổi của nét in.
10. Mực không màu phát quang "500.000": Ở vị trí giữa tờ bạc có cụm số 500.000, nhìn thấy khi soi một tờ dưới ánh sáng đèn cực tím.
11. Dòng số sêry ngang màu đen: Kiểu số từ nhỏ đến lớn, phát quang màu xanh lơ khi soi dưới ánh đèn cực tím.
12. Dòng số sêry dọc màu đỏ: Kiểu số đều nhau, phát quang màu da cam khi soi dưới ánh đèn cực tím.
13. Mực màu hồng phát quang: Màu hồng xung quanh chân dung Chủ tịch Hồ Chí Minh (mặt trước) và màu hồng sau phong cảnh (mặt sau) phát quang màu vàng khi soi dưới ánh đèn cực tím.
14. Mảng chữ siêu nhỏ (mặt trước): Được thiết kế bằng các dòng chữ "NHNNVN" lặp đi lặp lại, nhìn toàn bộ thấy 2 chữ VN rõ và đậm.
15. Những yếu tố nhận biết cho người khiếm thị gồm: 3 chấm hình vuông, 1 gạch dài nằm ở phía dưới góc trái tờ bạc và được in lõm tạo độ nổi cho người khiếm thị dùng tay để nhận biết.

### Đặc điểm kỹ thuật bảo an của giấy bạc 50.000 đồng mới
Đặc điểm kỹ thuật bảo an của giấy bạc 50.000 đồng mới như sau:
1. Chân dung Chủ tịch Hồ Chí Minh (1890-1969): Được in lõm, khi vuốt nhẹ tay cảm nhận được độ nổi của nét in.
2. Yếu tố hình ẩn: Tại cửa sổ nhỏ phía trên, bên trái tờ bạc có chữ Việt Nam đối xứng, nhìn thấy rõ khi soi trước nguồn sáng đỏ như đèn dầu, nến, bóng đèn tròn.
3. Hình cửa sổ: Là yếu tố đặc trưng của giấy bạc polymer, cửa sổ lượn hình mây cách điệu nằm phía bên phải tờ bạc là nền nhựa trong suốt hai mặt, ở giữa có cụm số 50.000 đồng được dập nổi, nhìn thấy khi chao nghiêng tờ bạc.
4. Hình bóng chìm chân dung Chủ tịch Hồ Chí Minh: Chỉ nhìn thấy khi soi tờ bạc trước nguồn sáng.
5. Chữ Việt Nam sáng trắng: Nằm ở vị trí dưới bóng chìm chân dung Chủ tịch Hồ Chí Minh. Khi soi từ bạc trước nguồn sáng, sẽ nhìn thấy chữ Việt Nam sáng trắng.
6. Dây bảo hiểm: Khi soi tờ bạc trước nguồn sáng, nhìn thấy dây bảo hiểm ngắt quãng chạy dọc tờ bạc, có các cụm số 50.000 đồng lặp đi lặp lại.
7. Hình định vị: Nằm ở góc trên bên phải tờ bạc là hình hoa 8 cánh cách điệu. Khi soi tờ bạc trước nguồn sáng, hình hoa 8 cánh của mặt trước và mặt sau trùng khớp tạo những khe trắng đều nhau.
8. Hình ẩn nổi: Nằm ở phía dưới bên trái tờ bạc, được in nổi, khi đặt tờ bạc nằm ngang tầm mắt 180 độ thì sẽ thấy chữ Ngân hàng nổi rõ.
9. Cụm sổ nổi: Khi vuốt nhẹ tay lên cụm số dọc 50.000 đồng phía trên bên phải và cụm số ngang phía dưới bên trái có thể cảm nhận được độ nổi của nét in.
10. Mực không màu phát quang "50000": Ở vị trí giữa tờ bạc có cụm số 50000 đồng, nhìn thấy khi soi dưới ánh sáng đèn cực tím.
11. Dòng số sê-ri ngang màu đen: Kiểu số từ nhỏ đến lớn, phát quang màu xanh lơ khi soi dưới ánh sáng đèn cực tím
12. Dòng số sê-ri màu đỏ: Kiểu số đều nhau, phát quang màu da cam khi soi dưới ánh sáng đèn cực tím.
13. Mực màu vàng cam phát quang màu vàng: Màu vàng cam xung quanh chân dung Chủ tịch Hồ Chí Minh (mặt trước) và màu vàng cam ở hình định vị (mặt sau) phát quang màu vàng khi soi dưới ánh sáng đèn cực tím.
14. Mảng chữ siêu nhỏ (mặt trước): được thiết kế bằng các dòng chữ "Ngân hàng nhà nước Việt Nam" lặp đi lặp lại, nằm phía dưới hàng số sê-ri đen bên phải, dùng kính lúp mới thấy rõ.
15. Yếu tố nhận biết cho người khiếm thị: Gồm 3 chấm hình quả trám nằm ở phía dưới góc trái tờ bạc, được in lõm, tạo độ nổi cho người khiếm thị dùng tay để nhận biết tờ bạc 50.000 đồng.

### Đặc điểm kỹ thuật bảo an của giấy bạc 100.000 đồng mới
Có 16 đặc điểm kỹ thuật bảo an của giấy bạc 100.000 đồng:
1. Chân dung Chủ tịch Hồ Chí Minh (1890-1969): Được in lõm tinh vi, khi vuốt nhẹ tay cảm nhận được độ nổi của nét in.
2. Yếu tố hình ẩn: Tại cửa sổ nhỏ phía trên bên trái tờ bạc có hình hoa cúc cách điệu, nhìn thấy khi soi trước nguồn sáng đỏ như đèn dầu, nến, bóng đèn trong.
3. Hình cửa sổ: là yếu tố đặc trưng của giấy bạc Polymer, cửa sổ lớn hình tượng sách bút cách điệu nằm phía bên phải tời bạc có nền nhựa trong suốt hai mặt, ở giữa có cụm số 100.000 được dập nổi.
4. Hình bóng chìm chân dung Chủ tịch Hồ Chí Minh: Nằm ở góc trên bên trái tờ bạc, sẽ nhìn thấy rõ hơn khi soi tờ bạc trước nguồn sáng.
5. Mực đổi màu: Hình hoa văn nằm phía trên góc phải tờ bạc được in bằng mực đặc biệt, sẽ đổi màu khi soi tờ bạc dưới các góc nhìn khác nhau.
6. Hình hoa sen sáng trắng: Nằm ở vị trí dưới bóng chìm chân dung Chủ tịch Hồ Chí Minh, sẽ nhìn thấy rõ hơn khi soi tờ bạc trước nguồn sáng.
7. Dây bảo hiểm: Khi soi tờ bạc trước nguồn sáng nhìn thấy một sợi dây bảo hiểm chạy dọc tờ bạc có các dòng chữ: "NHNNVN*100.000" lặp đi lặp lại và đảo chiều.
8. Hình định vị: Nằm ở góc trên bên phải tờ bạc là biểu tượng của Khuê Văn Các gồm 8 ô màu. Khi soi tờ bạc trước nguồn sáng, các ô màu của mặt trước và mặt sau trùng khớp tạo nên các khe trắng đều nhau.
9. Yếu tố IRIODIN: là một dải màu vàng lấp lánh như màu kim loại chạy dọc ở mặt trước tờ bạc có hình hoa cúc cách điệu, dễ nhìn thấy khi chao nghiêng tờ bạc.
10. Cụm số nổi: Khi vuốt nhẹ tay lên các cụm số 100.000 phía trên bên phải và phía dưới bên trái có thể cảm nhận được độ nổi của nét in.
11. Mực không màu phát quang "100000": Ở vị trí giữa tờ bạc có cụm số 100000, nhìn thấy khi soi tờ bạc dưới ánh sáng đèn cực tím.
12. Dòng số sê-ri ngang màu đen: Kiểu số từ nhỏ đến lớn, phát quang màu xanh lơ khi soi dưới ánh sáng đèn cực tím.
13. Dòng số sê-ri dọc màu đỏ: Kiểu số từ nhỏ đến lớn, phát quang màu da cam khi soi dưới ánh sáng đèn cực tím.
14. Mực màu vàng phát quang màu vàng da cam: Màu vàng xung quanh chân dung Chủ tịch Hồ Chí Minh (mặt trước) và màu vàng giữa phong cảnh (mặt sau) phát quang màu vàng cam khi soi dưới ánh sáng đèn cực tím.
15. Mảng chữ siêu nhỏ (mặt trước): Được thiết kế bằng các dòng chữ "NHNNVN" lặp đi lặp lại, nhìn toàn bộ thấy 2 chữ VN rõ và đậm.
16. Yếu tố nhận biết cho người khiếm thị: Gồm có 1 chấm hình vuông và 1 gạch dài nằm ở phía góc trái của tờ bạc, được in lõm tạo độ nổi cho người khiếm thị dùng tay để nhận biết tờ bạc 100.000 đồng.

## Thiết kế mẫu  tiền polymer

### Công tác thiết kế mẫu tiền polymer
Công tác thiết kế mẫu tiền polymer là do các họa sĩ Việt Nam vẽ. Cụ thể là các họa sĩ, trong đó có Trần Tiến, một trong hai họa sĩ thiết kế chính cho mẫu tiền nhựa 200.000 đồng và 500.000 đồng.

### Chế bản
Mẫu được đưa sang Úc làm chế bản vi tính.

### Sai sót trong thiết kế, chế bản mẫu tiền polymer
Việc thiết kế, chế bản mẫu tiền polymer có một số sai sót do người dân nhanh chóng phát hiện sau một thời gian ngắn tiền đưa vào lưu thông.
- Có sự khác biệt thiếu dấu chấm phân cách hàng ngàn và hàng trăm trên tờ tiền polymer 10.000 đồng (in 10000 thay vì 10.000).[6] Ngân hàng Nhà nước giải thích là lỗi kỹ thuật do chế bản.
- Đối với tờ tiền polymer mệnh giá 50.000 đồng, dưới chân dung Hồ Chí Minh có dòng chữ "Chủ tịch Hồ Chí Minh 1890-1969", trong khi trên các tờ tiền polymer mệnh giá khác hoàn toàn không có dòng chữ này dưới chân dung Hồ Chí Minh.
- Trên tờ tiền polymer mệnh giá 100.000 đồng cũng vừa phát hiện một chi tiết khác biệt. Ở mặt trước của đồng tiền mặt có chân dung, phía bên trái dưới số 100.000 lớn có sáu vòng cung nhỏ, trong mỗi vòng cung có in các số cực nhỏ 100000*100000. Tuy nhiên, riêng ở vòng cung thứ nhất (ngay dưới số 1) lại in 100000*10000, nghĩa là thiếu một con số không (0) ở vòng cung thứ nhất và không nhất quán với các vòng cung còn lại.
- Trên nhiều tờ tiền có mệnh giá 50.000, 100.000 và 200.000 đồng, các chữ số lớn đều có dấu chấm phân cách hàng ngàn và hàng trăm, trong khi các số in chìm và số trên cửa sổ trong suốt đều không có dấu chấm tương tự.

## Ảnh hưởng đến thị trường
Không có biến động thị trường do phát hành tiền mới mặc dù ngay năm 2003 lúc tiền  polymer mới xuất hiện đã có tin đồn về thu hồi tiền do in thiếu năm phát hành.